# Freddy Suárez
Freddy Suárez  (Ilo, departamento de Moquegua; 7 de mayo de 1970) es un exfutbolista peruano. Jugaba de centrocampista y fue parte de la selección de fútbol de Perú que disputó la Copa de Oro 2000.

## Clubes
| Club                 | País | Año         |
| -------------------- | ---- | ----------- |
| Los Ángeles Moquegua | Perú | 1987 - 1988 |
| Mariscal Nieto       | Perú | 1989 - 1991 |
| Sportivo Huracán     | Perú | 1992        |
| Cienciano            | Perú | 1993 - 1994 |
| Melgar               | Perú | 1995 - 2003 |
| Atlético Universidad | Perú | 2004 - 2005 |
| FBC Total Clean      | Perú | 2006 - 2007 |
| Cobresol FBC         | Perú | 2008 - 2009 |
| Sportivo Huracán     | Perú | 2011        |

### Como entrenador
| Club                  | País | Año  |
| --------------------- | ---- | ---- |
| Juvenil Andino        | Perú | 2013 |
| FBC Aurora            | Perú | 2014 |
| Cerrito de Los Libres | Perú | 2014 |
| Deportivo Los Ángeles | Perú | 2014 |
| Saetas de Oro         | Perú | 2015 |

### Como Asistente Técnico
| Club                 | País | Año  |
| -------------------- | ---- | ---- |
| Sportivo Huracán     | Perú | 2012 |
| Deportivo Binacional | Perú | 2016 |

## Palmarés

### Campeonatos regionales
| Título                         | Club           | País     | Año  |
| ------------------------------ | -------------- | -------- | ---- |
| Liga Departamental de Moquegua | Mariscal Nieto | Moquegua | 1989 |
| Liga Departamental de Arequipa | Total Clean    | Arequipa | 2006 |
| Liga Departamental de Moquegua | Cobresol       | Moquegua | 2008 |

### Campeonatos nacionales
| Título    | Club        | País | Año  |
| --------- | ----------- | ---- | ---- |
| Copa Perú | Total Clean | Perú | 2006 |